# Dom (gruppo etnico)
I Dom (chiamati anche Domi in arabo دومي‎? o talvolta anche Doms) sono un popolo con origini nel subcontinente indiano, che attraverso antiche migrazioni si è disperso nel Medio Oriente, nel Nord Africa, nel Caucaso, in Asia centrale e ancora altre parti del subcontinente indiano. L'idioma tradizionale dei Dom è il Domari, una lingua indo-ariana in via di estinzione, che rende i Dom un gruppo etnico indo-ariano. Sono stati associati a un altro gruppo tradizionalmente itinerante di indo-ariani chiamato in modo diverso, il popolo Rom: si dice che i due gruppi si siano separati l'uno dall'altro o, almeno, condividono una storia simile. In particolare, sia gli antenati Dom che quelli dei Rom lasciarono il subcontinente dell'India settentrionale tra il VI e l'XI secolo.

## Cultura
I Dom hanno una tradizione orale ed esprimono la loro cultura e storia attraverso la musica, la poesia e la danza. Inizialmente, si riteneva che fossero un ramo del popolo rom, ma recenti studi sulla lingua domari suggeriscono che si allontanarono dal subcontinente indiano prima dei romanì, probabilmente intorno al VI secolo.
Il nome usato in tutto il mondo dagli zingari per identificarsi è il termine "Rrom" (o "Rom"), che in lingua romanì significa uomo. Le parole Rom, Dom e Lom sono usate per descrivere i popoli romanì che si separarono nel VI secolo. Diverse tribù si sono spostate fino all'Europa occidentale e sono chiamate Rom, mentre quelle rimaste in Persia ed in Turchia sono chiamate Dom.
Tra i vari sottogruppi domari, i Ghawazi sono i più famosi per la loro danza e musica. I ballerini Ghawazi sono stati associati allo sviluppo dello stile egiziano raqs sharqi.

## Distribuzione
La maggior parte della popolazione, stimata in 2,2 milioni di persone, vive in Turchia, Egitto e Iran, con un numero significativo di persone in Iraq . Popolazioni più piccole si trovano in Afghanistan, Libia, Tunisia, Algeria, Marocco, Sudan, Giordania, Siria e altri Paesi del Medio Oriente e del Nord Africa.
La popolazione attuale non è nota con precisione poiché alcuni Dom sono esclusi dai censimenti nazionali e altri si etichettano in termini nazionali piuttosto che come Dom. Oggi parlano le lingue dominanti delle loro società più grandi, ma il domari, la loro lingua nazionale, continua ad essere parlata da comunità più insulari. Gli iraniani li chiamavano gurbati o kouli, due termini che significano entrambi "stranieri".
Vi è una grande concentrazione di dom / zingari in Giordania . I ricercatori affermano che "accolgono il razzismo arabo nascondendo la loro identità etnica", dal momento che non sarebbero accettati nella società araba una volta rivelata la loro vera identità. Esiste anche una piccola comunità simile con alcuni antenati coloniali Romanichal a Malta. Quella comunità si chiama Romanichal maltese.